# Pietre runiche di Simris

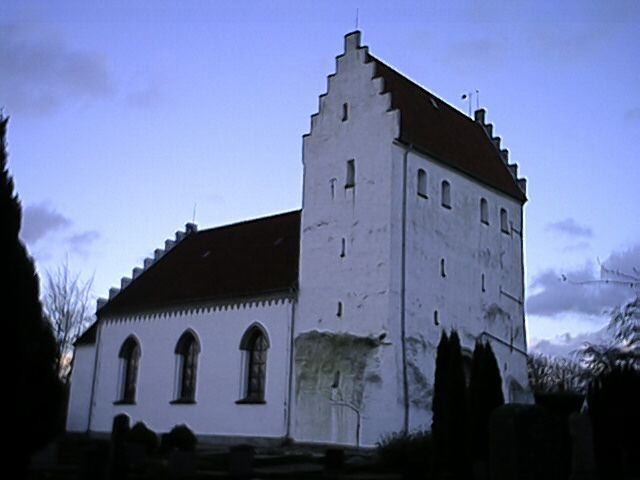
La chiesa di Simris, dove sono state trovate le pietre

Le pietre runiche di Simris sono due pietre runiche dell'XI secolo situate nella canonica di Simris, nei pressi di Simrishamn, in Scania sud-orientale, Svezia. Furono scoperte nelle mura di una chiesa nel 1716, durante i lavori di restauro. Nonostante il territorio fosse in quel tempo danese, furono scolpite con lo stile svedese dell'Uppland. Una delle pietre è importante per essere uno dei più antichi documenti nativi della Scandinavia che citano la Svezia.

## DR 344

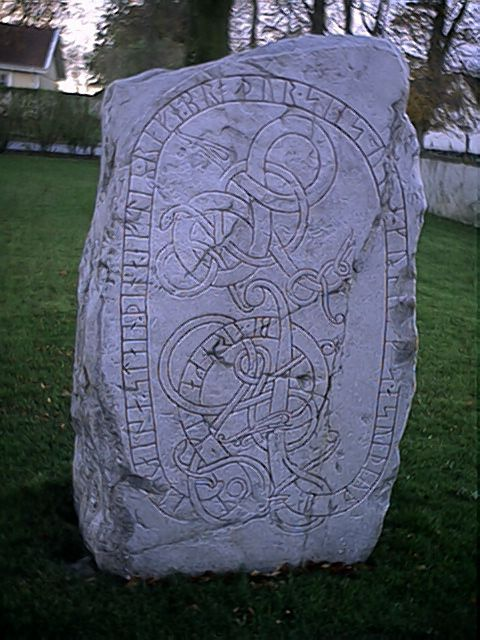
DR 344

Questa pietra viene datata alla seconda metà dell'XI secolo, ed è scolpita in stile Pr4, noto anche come stile di Urnes, e contiene un disegno che usa un serpente con la testa disegnata di lato. In base allo stile, alla linguistica ed alla scelta delle rune da usare, è stata per molto tempo considerata l'opera di un maestro runico svedese. È fatta di arenaria ed è alta 1,7 metri. Questa pietra fu eretta da Bjôrngeirr in memoria di un fratello chiamato Hrafn ("Corvo") che servì un signore di nome Gunnulfr in Svezia. Questa pietra, assieme alla Sö Fv1948;289 ed alla DR 216, è una delle prime pietre native scandinave che citano la Svezia.

### Traslitterazione in latino
* biarngaiR × lit (*) raisa * stain * þina * eftiR * rafn * broþur * sin * su(i)n * kun(u)--s * a suiþiuþu

### Trascrizione in norreno
BiarngeR let resa sten þænna æftiR Rafn, broþur sin, swen Gunu[lf]s a Sweþiuþu.

### Traduzione in inglese
Bjôrngeirr had this stone raised in memory of Hrafn, his brother, Gunnulfr's lad in Sweden.

### Traduzione in italiano
Bjôrngeirr fece erigere questa pietra in memoria di Hrafn, suo fratello, uomo di Gunnulfr in Svezia

## DR 345

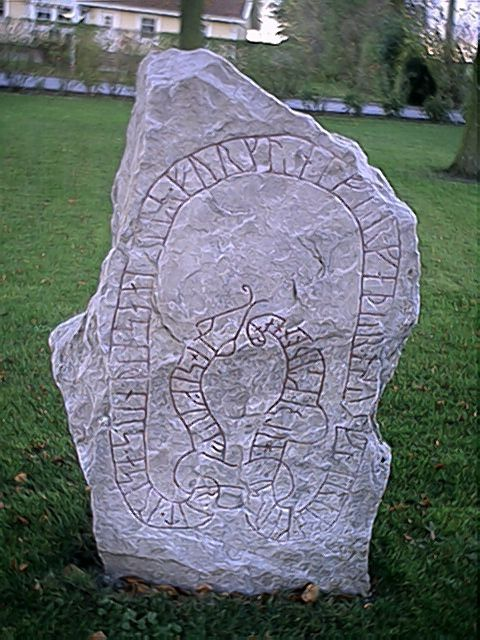
DR 345

Questa pietra è datata alla prima metà dell'XI secolo ed è in stile Fp. Contiene testo ed un serpente la cui testa si vede dall'alto. È fatta in arenaria ed è alta 1,5 metri. Similmente alla DR 344, l'iscrizione runica è stata per lungo tempo considerata opera di uno svedese. Si crede che renda onore ad uno dei guerrieri di Canuto il Grande. Canuto fu re di Danimarca dal 1018 al 1035. I due altri nomi citati nel testo, Sigreifr e Forkunnr, sono nomi comuni in Svezia ma non in Danimarca durante il Medioevo, il che enfatizza l'influenza svedese.

### Traslitterazione in latino
× sigrif¶r : let * resa * sten : þensa : aiftiR * forkun : if--r * faþur : osulfs : triks : knus ¶ * hilbi : kuþ : on : hans

### Trascrizione in norreno
SigrefR let resa sten þænsa æftiR Forkun <if--r>,/æf[ti]R faþur Asulfs, drængs Knuts. Hialpi Guþ ond hans.

### Traduzione in inglese
Sigreifr had this stone raised in memory of Forkunn <if--r>,/ in memory of the father of Ásulfr, Knútr's valiant man. May God help his spirit.

### Traduzione in italiano
Sigreifr fece erigere questa pietra in memoria di Forkunn <if--r>,/ in memoria del padre di Ásulfr, valoroso uomo di Canuto. Possa Dio aiutare il suo spirito.